# Kreis Disentis
| Disentis            | Disentis          |
| ------------------- | ----------------- |
| Disentis            |                   |
| Basisdaten          |                   |
| Staat:              | Schweiz           |
| Kanton:             | Graubünden (GR)   |
| Bezirk:             | Surselva          |
| Hauptort:           | Disentis/Mustér   |
| Fläche:             | 565,53 km²        |
| Einwohner:          | 8211 (31.12.2009) |
| Bevölkerungsdichte: | 15 Einw. pro km²  |
| Aufgehoben am:      | 31. Dezember 2015 |
| Karte               |                   |
| Karte von Disentis  |                   |

Der Kreis Disentis (rätoromanisch Circul da la Cadi) bildete bis am 31. Dezember 2015 zusammen mit den Kreisen Ilanz, Lugnez, Ruis und Safien den Bezirk Surselva des Kantons Graubünden in der Schweiz. Der Sitz des Kreisamtes war in Disentis/Mustér. Durch die Bündner Gebietsreform wurden die Kreise aufgehoben.

## Gemeinden
Der Kreis setzte sich aus folgenden 6 Gemeinden zusammen:
Stand: 31. Dezember 2015
| Wappen          | Name der Gemeinde | Einwohner (Dez. 2009) | Fläche in km² | BFS-Nr |
| --------------- | ----------------- | --------------------- | ------------- | ------ |
| Breil/Brigels   | Breil/Brigels     | 1277                  | 50,94         | 3981   |
| Disentis/Mustér | Disentis/Mustér   | 2121                  | 90,89         | 3982   |
| Medel           | Medel (Lucmagn)   | 451                   | 136,12        | 3983   |
| Sumvitg         | Sumvitg           | 1310                  | 101,93        | 3985   |
| Trun            | Trun              | 1261                  | 51,90         | 3987   |
| Tujetsch        | Tujetsch          | 1791                  | 133,98        | 3986   |

## Veränderungen im Gemeindebestand

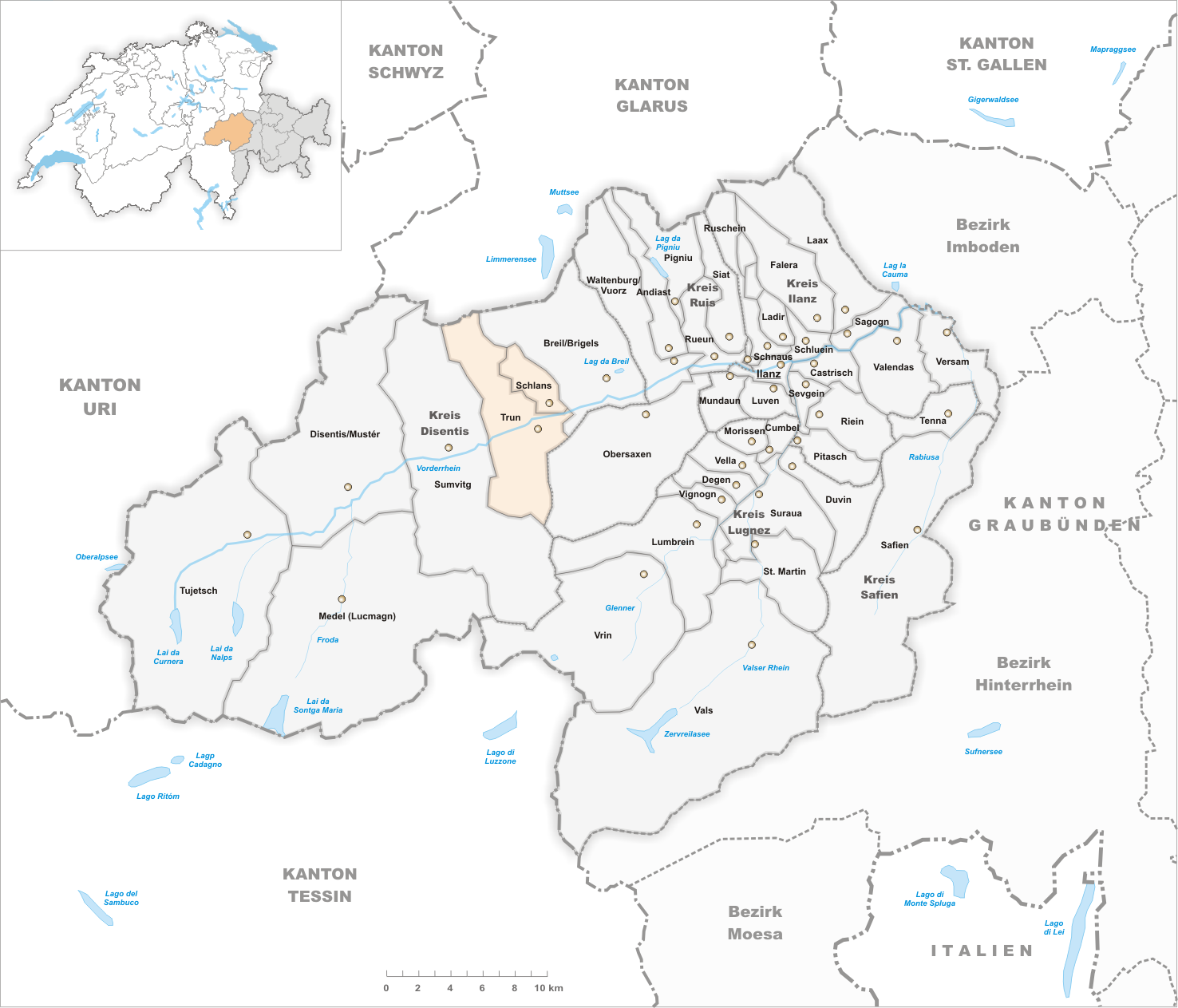
Gemeinden bis 2011

- 2012: Fusion Schlans und Trun → Trun